# Bayerische Waldbauernschule
Die Bayerische Waldbauernschule  (WBS) ist ein Bildungs- und Schulungszentrum für den Privat- und Körperschaftswald der Bayerischen Forstverwaltung in Goldberg bei Kelheim. 

## Geschichte
Die Bayerische Waldbauernschule wurde 1937 als Lehrstätte für nichtstaatliche Waldbesitzer in Wasserburg am Inn begründet. Nach einer Station in Scheyern ab 1979, die durch den persönlichen Einsatz von Hippolyt Freiherr Poschinger von Frauenau bezogen werden konnte, siedelte die Schule im Jahr 2003 in die Gebäude in Kelheim-Goldberg über. Die Schule wird in enger Kooperation zwischen der Bayerischen Forstverwaltung und dem Verein Bayerische Waldbauernschule e.V. betrieben. Schulleiter ist seit 2019 Forstdirektor Peter Hummel in der Nachfolge von Manfred Schwarzfischer, der die Waldbauernschule seit 2005 geleitet hatte.

## Aufgaben
Die WBS ist ein Bildungs- und Schulungszentrum für den Privat- und Körperschaftswald sowie alle am Wald Interessierten. In den Aus- und Fortbildungskursen werden jährlich rund 1 800 Teilnehmer geschult, mehr als 3 000 Gäste besuchen die darüber hinaus angebotenen Veranstaltungen.
Weitere Aufgaben sind:
- Unterstützung der Forstlichen Zusammenschlüsse bei der Gestaltung ihrer Strukturen und der Erfüllung ihrer Aufgaben.
- Koordination für die Waldbesitzerfortbildung durch die Bayerische Forstverwaltung.
- Zuständige Stelle, überbetriebliche Ausbildungsstätte und Prüfungsstandort für den Ausbildungsberuf Forstwirt.
- Prüfungsort für Falkner und Jäger.
- Veranstaltungsort für forstliche Institutionen und Verbände.